# Badia de Bizerta

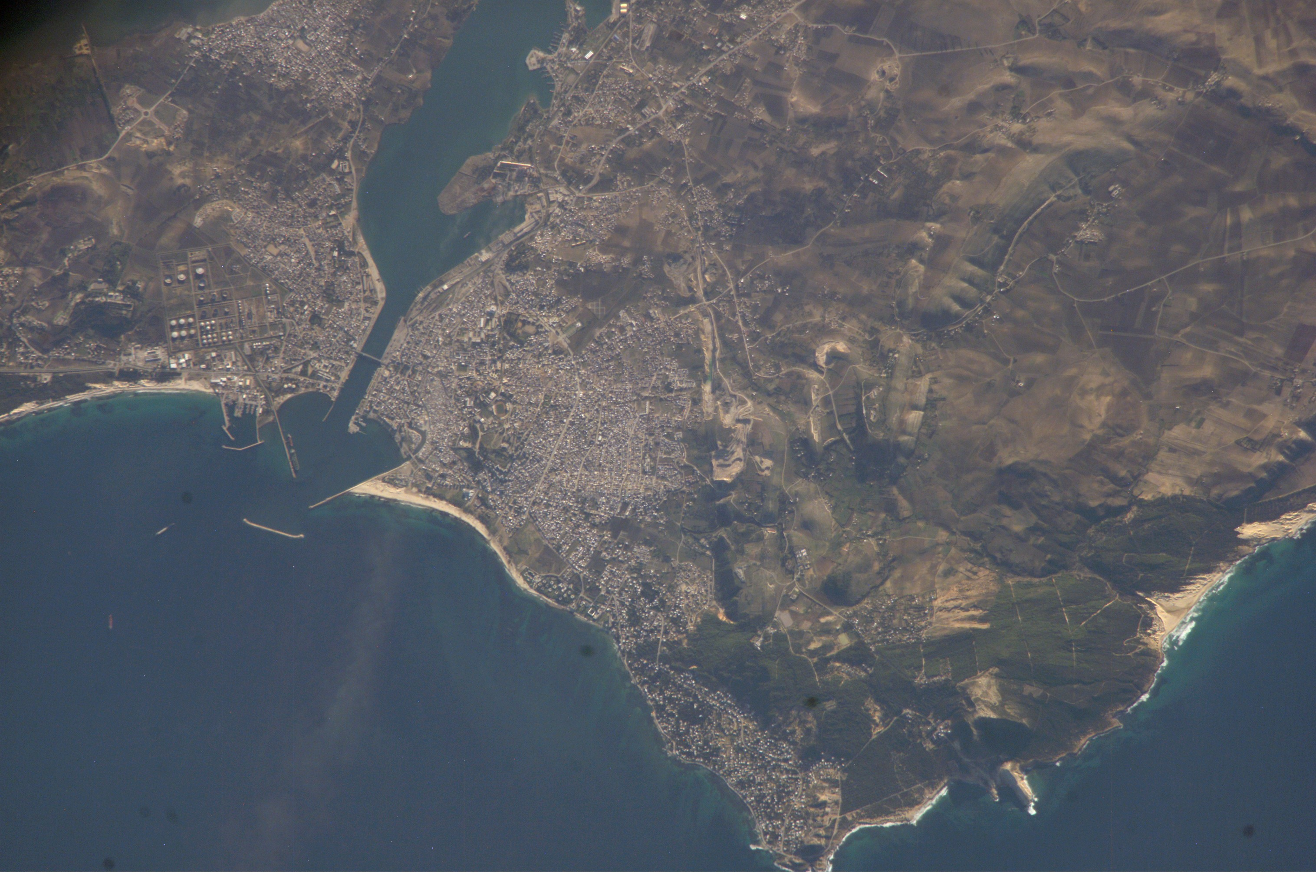
Bizerta i el canal per satel·lit

La badia de Bizerta, coneguda com a llac o llacuna de Bizerta (àrab: بحيرة بنزرت, buḥayrat Binzart, ‘llac de Bizerta’) tot i que no és un llac, ja que comunica directament amb la mar, és una badia de mar quasi tancada a l'interior de la costa de Tunísia, a la governació de Bizerta, amb una superfície de 136 km². El seu perímetre és d'uns 60 km i la longitud és de 16 km amb una amplada d'entre 7 i 10 km. La profunditat és d'entre 7 i 12 metres.
Es comunica amb la mar pel canal de Bizerta, de 7 km de llarg, a la riba esquerra del qual hi ha la ciutat de Bizerta i a la dreta la de Zarzouna o Jarzouna. El port de Menzel Bourguiba (Ferryville, entre 1881 i 1959) es troba a la riba sud. Un canal comunica la badia amb el llac d'Ichkeul, al qual aporta periòdicament la salinitat que li manca per preservar la seva fauna.
El seu nom en època romana era Palus Hipponites. La pretensió dels francesos de mantenir el control de Bizerta i la seva badia, que constituïa un port natural excel·lent i protegit, va provocar el conflicte de Bizerta, que va acabar amb la seva evacuació pels francesos.
La badia o llac fou declarat reserva natural de Tunísia.